# Св. св. Петър и Павел (Топлац)
Вижте пояснителната страница за други значения на Свети апостоли Петър и Павел.
„Св. св. Петър и Павел“ (на сръбски: Храм св. апостола Петра и Павла) е православна църква във вранското село Топлац, югоизточната част на Сърбия. Част е от Вранската епархия на Сръбската православна църква.

## История
Църквата е гробищен храм, издигнат в 1870 година и е осветена на 22 август същата година.
Иконостасът е изписан от дебърските майстори Зафир Василков, Вено Костов и Аврам Дичов. На престолната икона на Света Богородица има подпис на зограф Зафир Дебърлия. Царските двери са подписани от зографите Вено и Зафир 1872. В храма има 65 икони.